# Valerio Bernabò
Valerio Bernabò (Roma, 3 marzo 1984) è un ex rugbista a 15 italiano, in carriera attivo nel ruolo di seconda linea, 33 volte internazionale.

## Biografia
Romano, figlio dell'ex rugbista internazionale Pier Luigi, crebbe rugbisticamente nella S.S. Lazio e conobbe la sua prima esperienza professionistica nel Calvisano, club che lo portò sia all'esordio nel Super 10 che nelle competizioni europee.
Quasi contemporaneamente all'esordio nel campionato di vertice giunse anche la convocazione per il primo incontro in nazionale, il 27 novembre 2004 a Biella contro gli Stati Uniti sotto la conduzione tecnica di John Kirwan.
Successivamente fu impiegato nell'Under-21, della quale divenne anche il capitano.
Presente ai Sei Nazioni 2006 e 2007, nei quali spiccarono le vittorie interna contro il Galles ed esterna contro la Scozia, si laureò campione d'Italia con Calvisano.
Il C.T. Pierre Berbizier lo inserì nei trenta convocati per la Coppa del Mondo di rugby 2007 in Francia, durante la quale scense in campo in due incontri, con la Nuova Zelanda e il Portogallo.
Trasferitosi in Francia al Brive per la stagione 2007-08, fu di nuovo in Italia nella stagione successiva, dapprima di nuovo a Calvisano e poi, dopo il ritiro del club nel 2009 dalla massima divisione, nella Capitale al Rugby Roma.
Rientrato in nazionale nel 2010 a tre anni di distanza dal suo incontro più recente per un test match contro il Sudafrica, fu ingaggiato dal Benetton che quell'anno esordiva in Celtic League.
Dopo quattro stagioni a Treviso si trasferì nel 2014 alle Zebre di Parma, in cui militò per analogo periodo e durante il quale ritrovò la convocazione mondiale nel 2015 dopo avere mancato quella del 2011.
Alla fine della stagione 2017-18 annunciò il suo ritiro.

## Palmarès
- Campionati italiani: 1
Calvisano: 2004-05